# Philodromus nanjiangensis
Philodromus nanjiangensis är en spindelart som beskrevs av Hu och Wu 1989. Philodromus nanjiangensis ingår i släktet Philodromus och familjen snabblöparspindlar. Inga underarter finns listade i Catalogue of Life.